# Chiara De Bortoli
Chiara De Bortoli (Venezia, 28 luglio 1997) è una pallavolista italiana, libero della Megavolley.

## Carriera
La carriera di Chiara De Bortoli inizia nella stagione 2012-13 quando entra a far parte del Pool Piave, in Serie B1, club a cui resta legata per tre stagioni.
Nella stagione 2015-16 viene ingaggiata dall'Imoco di Conegliano, in Serie A1, con cui vince lo scudetto, mentre nell'annata successiva entra a far parte del progetto federale del Club Italia, sempre in massima divisione: con lo stesso club milita poi in Serie A2 nella stagione 2017-18 e poi nuovamente in Serie A1 nell'annata 2018-19, prima di accasarsi al Chieri '76, sempre in massima serie, in quella successiva.
Al termine di un triennio nella formazione piemontese, nel campionato 2022-23 si trasferisce al Casalmaggiore, per poi passare, nella stagione 2024-25, alla Megavolley, sempre nella massima divisione italiana, 

### Nazionale
Negli anni a San Donà di Piave fa parte delle nazionali giovanili italiane, aggiudicandosi con quella Under-20 la medaglia di bronzo al campionato mondiale 2015. Nel 2017 ottiene le prime convocazioni in nazionale maggiore, con cui, nel 2019, vince la medaglia d'argento alla XXX Universiade.

## Palmarès

### Club
- Campionato italiano: 1

2015-16

### Nazionale (competizioni minori)
- Campionato mondiale under 20 2015
- Montreux Volley Masters 2019
- Universiade 2019